# Saison 2 de Dallas
Chronologie
Saison 1 Saison 3
Cet article présente les vingt-quatre épisodes de la deuxième saison de la série télévisée américaine Dallas.

## Distribution

### Acteurs principaux
- Barbara Bel Geddes : Ellie Ewing
- Jim Davis : Jock Ewing
- Patrick Duffy : Bobby Ewing
- Linda Gray : Sue Ellen Ewing
- Larry Hagman : J. R. Ewing
- Steve Kanaly : Ray Krebbs (sauf les épisodes 3, 6, 8, 10, 12, 15, 16, 18, 19 et 24)
- Victoria Principal : Pamela Barnes Ewing
- Charlene Tilton : Lucy Ewing

### Acteurs récurrents
- Ken Kercheval : Cliff Barnes (13 épisodes)
- Barbara Babcock : Liz Craig (5 épisodes)

### Invités
- John Ashton : Willie Joe Garr (4 épisodes)
- Sandy Ward : Jeb Ames (4 épisodes)
- Fern Fitzgerald (en) : Marilee Stone (4 épisodes)
- David Wayne : Willard « Digger » Barnes (2 épisodes)

## Fiche technique

### Réalisateurs
- Irving J. Moore (5 épisodes)
- Leonard Katzman (4 épisodes)
- Corey Allen (2 épisodes)
- Lawrence Dobkin (2 épisodes)
- Barry Crane (en) (2 épisodes)
- Vincent McEveety (2 épisodes)
- Leslie H. Martinson (2 épisodes)
- Alex March (1 épisode)
- Paul Stanley (1 épisode)
- Don McDougall (1 épisode)
- Gunnar Hellström (1 épisode)
- Dennis Donnelly (1 épisode)

### Scénaristes
- Arthur Bernard Lewis (en) (7 épisodes)
- Camille Marchetta (en) (6 épisodes)
- Rena Down (3 épisodes)
- Leonard Katzman (3 épisodes)
- David Jacobs (2 épisodes)
- Darlene Craviotto (1 épisode)
- Jim Inman (1 épisode)
- Worley Thorne (en) (1 épisode)
- D. C. Fontana, Richard Fontana (1 épisode)

## Épisodes

### Épisode 1:Retrouvailles (1/2)
- États-Unis : 23 septembre 1978 sur CBS

- David Ackroyd (Gary Ewing)
- Joan Van Ark (Valene Clements)

### Épisode 2:Retrouvailles (2/2)
- États-Unis : 30 septembre 1978 sur CBS

- David Ackroyd (Gary Ewing)
- Joan Van Ark (Valene Clements)

### Épisode 3:Une vieille connaissance
- États-Unis : 7 octobre 1978 sur CBS

- Morgan Fairchild (Jenna Wade)
- Peter Mark Richman (Maynard Anderson)
- Lauri Lynn Myers (Charlie Wade)

### Épisode 4:L'Opération
- États-Unis : 14 octobre 1978 sur CBS

- Ed Nelson (Jeb Amos)

### Épisode 5:Marché noir
- États-Unis : 15 octobre 1978 sur CBS

### Épisode 6:Une erreur de jeunesse
- États-Unis : 21 octobre 1978 sur CBS

- Robin Clarke (Ed Haynes)
- Charles Hallahan (Harry Ritlin)

### Épisode 7:La Fugue
- États-Unis : 28 octobre 1978 sur CBS

### Épisode 8:L'Élection
- États-Unis : 5 novembre 1978 sur CBS

### Épisode 9:L'Accident
- États-Unis : 12 novembre 1978 sur CBS

### Épisode 10:Un acte d'amour
- États-Unis : 19 novembre 1978 sur CBS

### Épisode 11:La Vedette
- États-Unis : 26 novembre 1978 sur CBS

- Kate Mulgrew (Garnet McGee)
- Michael Dudikoff (Joe Newcomb)

### Épisode 12:L'Idole déchue
- États-Unis : 3 décembre 1978 sur CBS

Richard Kelton (Guzzler Bennet)

### Épisode 13:L'Enlèvement
- États-Unis : 17 décembre 1978 sur CBS

### Épisode 14:Qu'on est bien chez soi
- États-Unis : 7 janvier 1979 sur CBS
- France : samedi 23 mai 1981 sur TF1 à 20 h 40

- Gene Evans (Garrison Southworth)

### Épisode 15:À contre cœur
- États-Unis : 14 janvier 1979 sur CBS
- France : samedi 30 mai 1981 sur TF1 à 20 h 40

- Colleen Camp (Kristin Shepard)
- Martha Scott (Patricia Shepard)

### Épisode 16:Le Retour de Julie
- États-Unis : 26 janvier 1979 sur CBS

- Tina Louise (Julie Grey)

### Épisode 17:Le Dossier Rouge (1/2)
- États-Unis : 2 février 1979 sur CBS

- Tina Louise (Julie Grey)
- James Brown (Dét. Harry McSween)

### Épisode 18:Le Dossier Rouge (2/2)
- États-Unis : 9 février 1979 sur CBS

### Épisode 19:La Sœur de Sue Ellen
- États-Unis : 16 février 1979 sur CBS

- Colleen Camp (Kristin Shepard)
- John McLiam (Wally Kessel)

### Épisode 20:La Photo
- États-Unis : 23 février 1979 sur CBS

- Veronica Hamel (Leanne Rees)
- Mark Wheeler (Kit Mainwaring)

### Épisode 21:Les Fiançailles
- États-Unis : 9 mars 1979 sur CBS

- Mark Wheeler (Kit Mainwaring)

### Épisode 22:Cherchez la femme
- États-Unis : 16 mars 1979 sur CBS

- John McIntire (Sen. Sam Culver)
- Susan Howard (Donna Culver)

### Épisode 23:L'Héritier (1/2)
- États-Unis : 23 mars 1979 sur CBS

- Peter Horton (Wayne)

### Épisode 24:L'Héritier (2/2)
- États-Unis : 30 mars 1979 sur CBS

- Karlene Crockett (Muriel Gillis)
- Peter Horton (Wayne)